# Iguanodectes
Iguanodectes ist eine Gattung kleiner, schlanker Salmler, die weitverbreitet im nördlichen Südamerika vorkommt (Guayana, Amazonasbecken).

## Merkmale
Die Iguanodectes-Arten sind schlanke, langgestreckte Fische die Körperlängen zwischen 4,6 und 10,3 Zentimeter erreichen. Die Rückenflosse ist kurz und beginnt etwa über der Körpermitte, die Afterflosse ist sehr lang. Die Seitenlinie ist vollständig. Das Zwischenkieferbein (Prämaxillare) ist mit schneidezahnartigen, mehrspitzigen, flachen Zähnen besetzt, die in zwei Reihen stehen. Das Maxillare ist kurz und mit ein bis zwei Zähnen besetzt. Von Piabucus, der einzigen weiteren Gattung der Unterfamilie Iguanodectinae, unterscheidet sich Iguanodectes durch den nicht gekielten Bauch.

## Arten
- Iguanodectes adujai Géry, 1970
- Iguanodectes geisleri Géry, 1970
- Iguanodectes gracilis Géry, 1993
- Iguanodectes polylepis Géry, 1993
- Iguanodectes purusii (Steindachner, 1908)
- Iguanodectes rachovii Regan, 1912
- Iguanodectes spilurus (Günther, 1864)
- Iguanodectes variatus Géry, 1993